# 拉文语
拉文语是老挝南部一种南亚语系方言连续体。拉文语是老挝政府给予的外名，他们自己的自称是Jru' ɟruʔ（“吉卢”），变体有：
- Jru'
- Juk
- Su'

拉文语方言的详细描写有Therapan L-Thongkum和Paul Sidwell (2003)。

## 阅读更多
- Sidwell, Paul. 2019. 重构老挝波罗芬高原语言接触和社会变迁 （页面存档备份，存于）. Presented at ALMSEA (The Anthropology of Language in Mainland Southeast Asia), University of Sydney, Aug. 19-20. (Slides （页面存档备份，存于）).